# 李桓 (順治進士)
李桓（1638年9月30日—？年），字綏嚴，四川順慶府營山縣人，彭水縣籍，清朝政治人物。

## 生平
順治十七年庚子科四川鄉試第三名舉人，順治十八年辛丑科禮記房中式第312名，殿試三甲一百八十一名進士，吏部觀政。歷江西新昌縣知縣。